# Епархия Монтепульчано-Кьюзи-Пьенцы
Епархия Монтепульчано-Кьюзи-Пенцы (лат. Dioecesis Montis Politiani-Clusina-Pientina, итал. Diocesi di Montepulciano-Chiusi-Pienza) — епархия Римско-католической церкви, в составе митрополии Сиена-Колле-ди-Валь-д’Эльсы-Монтальчино, входящей в церковную область Тосканы.
Клир епархии включает 78 священников (59 епархиальных и 18 монашествующих священников), 1 диакона, 20 монахов, 83 монахини.
Адрес епархии: Via S. Donato 13, 53045 Montepulciano [Siena], Italia.

## Территория
В юрисдикцию епархии входят 46 приходов в 13 коммунах Тосканы: все в провинции Сиена — Аббадия-Сан-Сальваторе, Четона, Кьянчано, Кьюзи, Монтепульчано, Пьенца, Радикофани, Сан-Кашано-дей-Баньи, Сан-Джованни-д'Ассо, Сартеано, Синалунга, Торрита-ди-Сиена и Трекуанда.
Все приходы образуют 3 деканата: Кьюзи-Кьянчано-Монтепьези, Монтепульчано и Пьенца-Валь-ди-Кьяна-Валь-д'Ассо.
Кафедра епископа находится в городе Монтепульчано в церкви Санта Мария Ассунта; сокафедральный Собор Санта Мария Ассунта находится в городе Пьенца, другой сокафедральный Собор Святого Секундиана находится в городе Кьюси.

## История
Кафедра Кьюзи была основана в III веке. Первый епископ, о котором есть документальное свидетельство 322 года — Луций Петроний Дестро. 23 апреля 1459 года епархия вошла в церковную провинцию Сиены.
Кафедра Пиенца была основана 13 августа 1462 года буллой «Pro excellenti» Папы Пия II. Первоначально епархия была объединена с епархией Монтальчино под руководством одного архиерея, находясь в прямом подчинении Святому Престолу. 20 ноября 1528 года, в 1535 году и между 1554 и 1563 годами руководство одного архиерея епархиями Монтальчино и Пьенца временно упразднялось.
Кафедра Монтепульчано была основана 10 ноября 1561 года буллой «Ecclesiarum utilitatem» Папы Пия IV, получив территории двух соседних епархий — Кьюзи и Ареццо.
23 мая 1594 года Папа Климент VIII разделил управление епархиями Пиенца и Монтальчино при епископе Франческо Мария Пикколомини. 15 июня 1772 года епархии Кьюзи и Пьенца были объединены.
Альберто Джильоли, с 1970 по 1975 год нёсший служение апостольского администратора Монтепульчано, монсеньором Исмаэле Марио Кастеллано, архиепископом Сиены, 7 октября 1975 года был поставлен епископом одновременно трёх епархий — Монтепульчано, Пьенцы и Кьюзи.
30 сентября 1986 года епархия Монтепульчано была объединена с епархиями Кьюзи и Пьенца декретом Священной Конгрегации епископов, приняв название епархии Монтепульчано-Кьюзи-Пьенцы. В связи с этим аббатство Сан-Пьетро-а-Руоти в Валь д’Амбра было выделено из епархии Монтепульчано и включено в епархию Ареццо-Кортона-Сансеполькро.

## Ординарии епархии

### Кафедра Монтепульчано
- Джованни Риччи (10.11.1561 — 9.1.1562), апостольский администратор
- Спинелло Бенчи (9.1.1562 — 10.8.1596)
- Синольфо Бенчи (24.1.1597 — 5.6.1599)
- Саллюстио Таруджи (10.1.1600 — 1.10.1607), назначен архиепископом Пизы
- Роберто Убальдини (1.10.1607 — 1622)
- Алессандро Делла Стуфа (2.10.1623 — 1640)
- Таленто де Таленти (3.12.1640 — 1651)
- Леонардо Дати (19.2.1652 — 1652)
- Марчело Червини (23.9.1652 — 8.8.1663)
- Aнитонио Червини (13.8.1663 — 9.9.1706)
- Каллисто Лодиджери (11.4.1707 — 4.3.1710), сервит
- Франческо Мария Арриги (9.11.1710 — 1726)
- Антонио Мария Вантини (17.3.1727 — 1747)
- Пио Маньони (4.9.1747 — 4.10.1755)
- Пьетро Мария Францези (3.1.1757 — 8.9.1798)
- Пеллегрино Мария Карлетти (20.9.1802 — 4.1.1827)
- Ипполито Никколаи (27.7.1829 — 17.12.1832)
- Пьетро Саджоли (24.6.1834 — 19.2.1839)
- Клаудио Самуэлли (27.1.1843 — 19.9.1854)
- Людовико Мария Паолетти (23.8.1857 — 23.4.1890)
- Феличе Джальдини (23.4.1890 — 28.11.1898), назначен титулярным епископом Чирене
- Джузеппе Батиньяни (28.11.1898 — 4.2.1933)
- Эмилио Джорджи (18.9.1933 — 8.6.1964)
- Карло Бальдини (1964 — 2.1.1970), апостольский администратор
- Марио Исмаэле Кастеллано (1970—1975), апостольский администратор
- Альберто Джильоли (7.10.1975 — 30.9.1986), назначен епископом Монтепульчано-Кьюзи-Пьенцы

### Кафедра Кьюзи
| - Лючо Петронио Дестро (321) - Святой Флорентино (упоминается в 465) - Экклезио (600—602) - Марчеллино (упоминается в 619) - Теодоро (676—679) - Ариальдо I (упоминается в 730) - Джизольфо (упоминается в 752) - Андреа (упоминается в 826) - Теобальдо I (упоминается в 835) - Тачепрандо (упоминается в 853) - Лиутпрандо (упоминается в 861) - Кристиано (упоминается в 911) - Люто (962—968) - Ариальдо II (996—1036) - Гвидо (1036—1049) - Пьетро I (1049) - Джованни (упоминается в 1059) - Ланфранко Боваччани (1066—1098) - Пьетро II (1116—1126) - Мартино (упоминается в 1146) - Раньери I (упоминается в 1176) - Леоне (упоминается в 1179) - Теобальдо II (упоминается в 1191) - Ланфранко II (упоминается в 1200) - Гвальфредо II (1210—1211) - Эрманно (1215—1230) - Гвальфредо II (упоминается в 1231) - Пизано (1235—1237) - Грациано (1240 — 10.8.1245) - Фроджерио или Фриджерио (1245 — 11.5.1248), назначен епископом Перуджи - Пьетро (упоминается в 1250) - Раньери II (1260—1272) - Пьетро (17.4.1273 — 1299) - Маттео де Медичи (1299—1313), доминиканец - Маттео Орсини (12.1.1317 — 15.6.1322), францисканец - Леонардо (9.7.1322 — 1327), апостольский администратор - Раньеро III (1327), валломброзианец - Анджело (1343) - Франческо Атти (17.9.1348 — 17.4.1353), назначен аббатом Монтекассино - Бьяджо (12.8.1353 — 1357) | - Бьяджо Джеминелли (1357) - Джакомо Толомеи (1383—1384), францисканец-конвентуал; назначен епископом Гроссето - Клементе Ченнио (1384) - Маттео III (9.12.1388 — 1393) - Эдоардо Микелотти (5.9.1393 — 29.2.1404), францисканец; назначен епископом Перуджи - Антонио I (27.2.1404 — 1410), бенедиктинец - Бьяджо Эрананни (28.4.1410 — 16.11.1418) - Пьетро Паоло Бертини (14.12.1418 — 1437) - Алеззио де Чезари (8.1.1438 — 22.3.1462), назначен архиепископом Беневенто - Джованни Кинуджи (6.4.1462 — 7.10.1462), назначен епископом Монтальчино и Пьенцы - Габриэле Пикколомини (7.1.1463 — 1483), францисканец - Лоренцо Манчини (1483) - Антонио II (1490—1497) - Синольфо ди Кастель Лотарио (8.3.1497 — 1503) - Бонифачо ди Кастель Лотарио (8.2.1503 — 1504) - Никколо Бонафеде (20.6.1504 — 1533) - Бартоломео Ферратини (14.1.1534 — 1534) - Грегорио Магалотти (20.8.1534 — 1537) - Гвидо Асканио Сфорца ди Санта Флора (11.1.1538 — 20.3.1538), апостольский администратор - Грегорио Андреази (20.3.1538 — 2.4.1544), назначен епископом Реджо-Эмилии - Бартоломео Гвидиччони (2.4.1544 — 20.2.1545), апостольский администратор - Джованни Риччи (20.2.1545 — 19.11.1554) - Фильюччо де Фильюччи (19.11.1554 — 1558) - Сальваторе Пачини (24.8.1558 — 1581) - Массео Барди (29.5.1581 — 1597), францисканец - Людовико Мартелли (1597—1601) - Фаусто Меллари (22.4.1602 — 1607) - Орацио Спаннокки (12.1.1609 — 5.9.1620) - Альфонсо Петруччи (16.11.1620 — 1633) - Джованни Баттиста Пикколомини ([20.6.1633 — 14.7.1637) - Ипполито Кампьони (14.12.1637 — 27.1.1647) - Карло де Векки (2.3.1648 — 12.3.1657) - Алессандро Пикколомини (12.3.1657 — 6.11.1661) - Марко Антонио Марескотти (11.2.1664 — 8.12.1681) - Лючо Боргезе (25.5.1682 — 31.7.1705) - Гаэтано Мария Баргальи (22.2.1706 — 30.6.1729) - Джованни Баттиста Таруджи (23.12.1729 — 14.9.1735) - Пио Маньони (9.7.1736 — 4.9.1747), назначен епископом Монтепульчано - Джустино Баньези (15.7.1748 — 15.6.1772), назначен епископом Кьюзи и Пьенцы |  |

### Кафедра Пьенцы
- Джованни Кинуджи (7.10.1462 — 30.9.1470)
- Томмазо делла Теста Пикколомини (26.10.1470 — 1482)
- Агостино Патрици Пикколомини (19.1.1484 — 1495)
- Франческо Пикколомини (31.10.1495 — 1498), апостольский администратор (впоследствии Папа Пий III)
- Джироламо I Пикколомини (14.3.1498 — 1510)
- Джироламо II Пикколомини (9.12.1510 — 1535)
- Алессандро Пикколомини (1535—1563)
- Франческо Мария I Пикколомини (1563—1599)
- Джойя Драгоманни (12.5.1599 — 26.12.1630)
- Шипионе Панноккьески (28.7.1631 — 3.3.1636), назначен архиепископом Пизы
- Ипполито Боргезе (1.9.1636 — 1637), оливетанец
- Джованни Спеннацци (5.10.1637 — 11.8.1658)
  - Sede vacante (1658—1664)
- Джокондо Турамини (31.3.1664 — 1665)
- Джованни Кеккони (11.11.1665 — 11.3.1668)
- Джироламо Боргезе (17.9.1668 — 15.1.1698), бенедиктинец
- Антонио Фортегуэрра (15.9.1698 — 1714)
- Асканио Сильвестри (1714)
- Чинуго Сеттимио Кинуджи (1727—1741)
- Франческо Мария II Пикколомини (3.7.1741 — 27.1.1772)

### Кафедра Кьюзи и Пьенцы
- Джустино Баньези (15.6.1772 — 1775), оливетанец
- Джузеппе Паннилини (13.11.1775 — 12.8.1823)
- Джачинто Пиппи (12.7.1824 — 30.12.1839)
  - Sede vacante (1839—1843)
- Джованни Баттиста Чофи (27.1.1843 — 25.3.1870)
- Раффаэле Бьянки (20.7.1872 — 30.12.1889)
- Джакомо Беллуччи (30.12.1889 — 19.2.1917)
- Джузеппе Конти (22.3.1917 — 24.4.1941)
- Карло Бальдини (31.7.1941 — 2.1.1970)
  - Sede vacante (1970—1975)
- Альберто Джильоли (7.10.1975 — 30.9.1986), назначен епископом Монтепульчано-Кьюзи-Пьенцы

### Кафедра Монтепульчано-Кьюзи-Пьенцы
- Альберто Джильоли (30.9.1986 — 25.3.2000)
- Родольфо Четолони (25.03.2000 — 28.05.2013), назначен епископом Гроссето
  - Sede Vacante

## Статистика
На конец 2004 года из 73 100 человек, проживающих на территории епархии, католиками являлись 70 100 человек, что соответствует 95,9 % от общего числа населения епархии.
| год  | население | население | население | священники | священники        | священники         | священники                           | постоянные диаконы | монахи  | монахи  | приходы |
| год  | католики  | всего     | %         | всего      | белое духовенство | черное духовенство | число католиков на одного священника | постоянные диаконы | мужчины | женщины | приходы |
| ---- | --------- | --------- | --------- | ---------- | ----------------- | ------------------ | ------------------------------------ | ------------------ | ------- | ------- | ------- |
| 1950 | 20.000    | 20.000    | 100,0     | 41         | 34                | 7                  | 487                                  |                    | 7       | 27      | 19      |
| 1969 | 16.250    | 16.300    | 99,7      | 22         | 22                |                    | 738                                  |                    |         |         | 17      |
| 1980 | 14.850    | 15.100    | 98,3      | 27         | 20                | 7                  | 550                                  |                    | 8       | 35      | 18      |
| 1990 | 71.500    | 72.000    | 99,3      | 75         | 59                | 16                 | 953                                  |                    | 18      | 130     | 46      |
| 1999 | 69.669    | 71.844    | 97,0      | 70         | 56                | 14                 | 995                                  | 1                  | 14      | 107     | 46      |
| 2000 | 69.705    | 71.890    | 97,0      | 70         | 56                | 14                 | 995                                  | 1                  | 14      | 95      | 46      |
| 2001 | 69.164    | 71.525    | 96,7      | 72         | 56                | 16                 | 960                                  | 1                  | 18      | 91      | 46      |
| 2002 | 69.539    | 72.545    | 95,9      | 64         | 47                | 17                 | 1.086                                | 1                  | 18      | 92      | 46      |
| 2003 | 69.500    | 72.500    | 95,9      | 80         | 61                | 19                 | 868                                  | 1                  | 20      | 95      | 46      |
| 2004 | 70.100    | 73.100    | 95,9      | 78         | 59                | 19                 | 898                                  | 1                  | 20      | 83      | 46      |

### По кафедре Монтепульчано
- Pius Bonifacius Gams, Series episcoporum Ecclesiae Catholicae, Leipzig 1931, p. 744  (лат.)
- Konrad Eubel, Hierarchia Catholica Medii Aevi, vol. 3 Архивная копия от 21 марта 2019 на Wayback Machine, p. 249; vol. 4 Архивная копия от 4 октября 2018 на Wayback Machine, p. 248  (лат.)

### По кафедре Кьюзи
- Dati riportati su www.catholic-hierarchy.org alla pagina
- Pius Bonifacius Gams, Series episcoporum Ecclesiae Catholicae, Leipzig 1931, pp. 753–754  (лат.)
- Konrad Eubel, Hierarchia Catholica Medii Aevi, vol. 1 Архивная копия от 9 июля 2019 на Wayback Machine, p. 195; vol. 2 Архивная копия от 4 октября 2018 на Wayback Machine, pp. 131–132; vol. 3 Архивная копия от 21 марта 2019 на Wayback Machine, p. 171; vol. 4 Архивная копия от 4 октября 2018 на Wayback Machine, pp. 154–155  (лат.)

### По кафедре Пьенцы
- Dati riportati su www.catholic-hierarchy.org alla pagina
- Pius Bonifacius Gams, Series episcoporum Ecclesiae Catholicae, Leipzig 1931, pp. 743–744, 754  (лат.)
- Konrad Eubel, Hierarchia Catholica Medii Aevi, vol. 3 Архивная копия от 21 марта 2019 на Wayback Machine, p. 212; vol. 4 Архивная копия от 4 октября 2018 на Wayback Machine, p. 278  (лат.)